# Maria Bieć
Maria Jolanta Bieć (również Maria Drozdowicz-Bieć) – polska ekonomistka, profesor Szkoły Głównej Handlowej, specjalistka w zakresie cykli koniunkturalnych, wskaźników wyprzedzających, rozwoju i wzrostu gospodarczego, transformacji systemów gospodarczych w Europie Środkowo-Wschodniej.

## Życiorys
Absolwentka VI Liceum Ogólnokształcącego im. Tadeusza Reytana w Warszawie (1972). W 1976 roku ukończyła studia w Szkole Głównej Planowania i Statystyki (obecnie SGH) w zakresie handlu wewnętrznego. W 1981 roku obroniła na macierzystej uczelni pracę doktorską, w 1998 roku uzyskała na niej stopień doktora habilitowanego, a 16 czerwca 2015 roku nadano jej tytuł profesora w zakresie nauk ekonomicznych. Prowadzi wykłady w Szkole Głównej Handlowej. Założycielka i współwłaścicielka Biura Inwestycji i Cykli Ekonomicznych (BIEC).